# برایتنفلده
برایتنفلده (به آلمانی: Breitenfelde) یک شهر در آلمان است که در هرتسوگتوم لاونبورگ واقع شده‌است. برایتنفلده ۱٬۷۸۹ نفر جمعیت دارد.